# بیب پلین

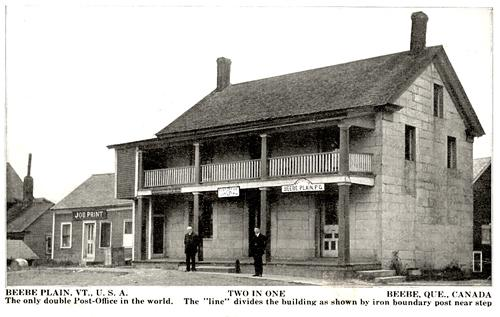
اداره پست تقسیم شده اصلی، حوالی ۱۹۰۰.

بیب پلین (انگلیسی: Beebe Plain)به لحاظ موقعیت جغرافیایی بین کانادا و ایالات متحده آمریکا قرار دارد. یک روستای ثبت نشده‌است که قسمتی از آن در شهرک ستنستید، استان کبک قرار دارد و بخش دیگر آن در دربی لاین ورمانت است. این مرز در سال ۱۷۹۸ توسط دیوید و کالوین بیب تعیین شد.